# 김동건 (2001년)
김동건(2001년 3월 14일 ~ )는 대한민국의 축구 선수로, 포지션은 수비수이다.